# Zamek w Dębnie

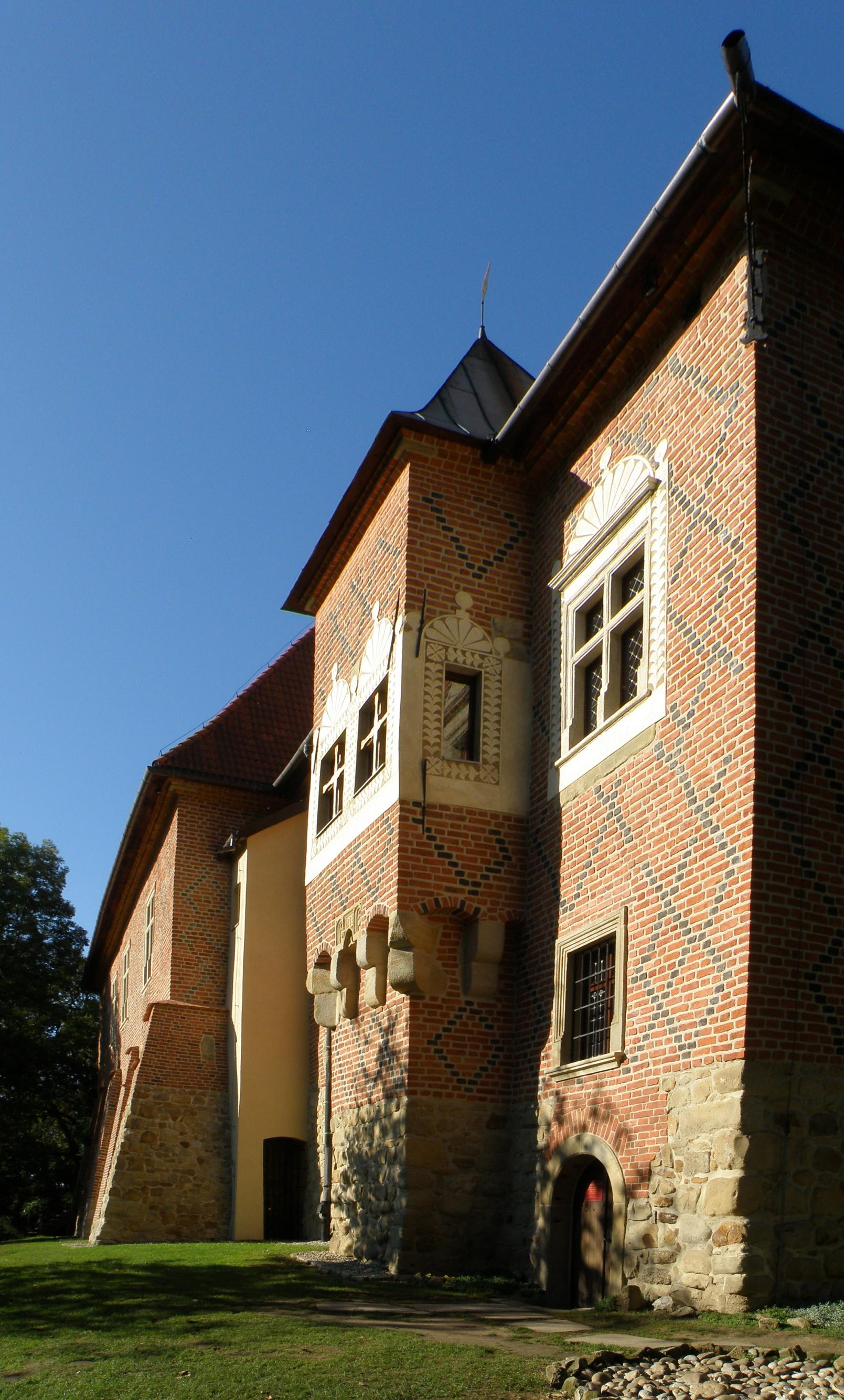
Zamek w Dębnie, widok na południową stronę

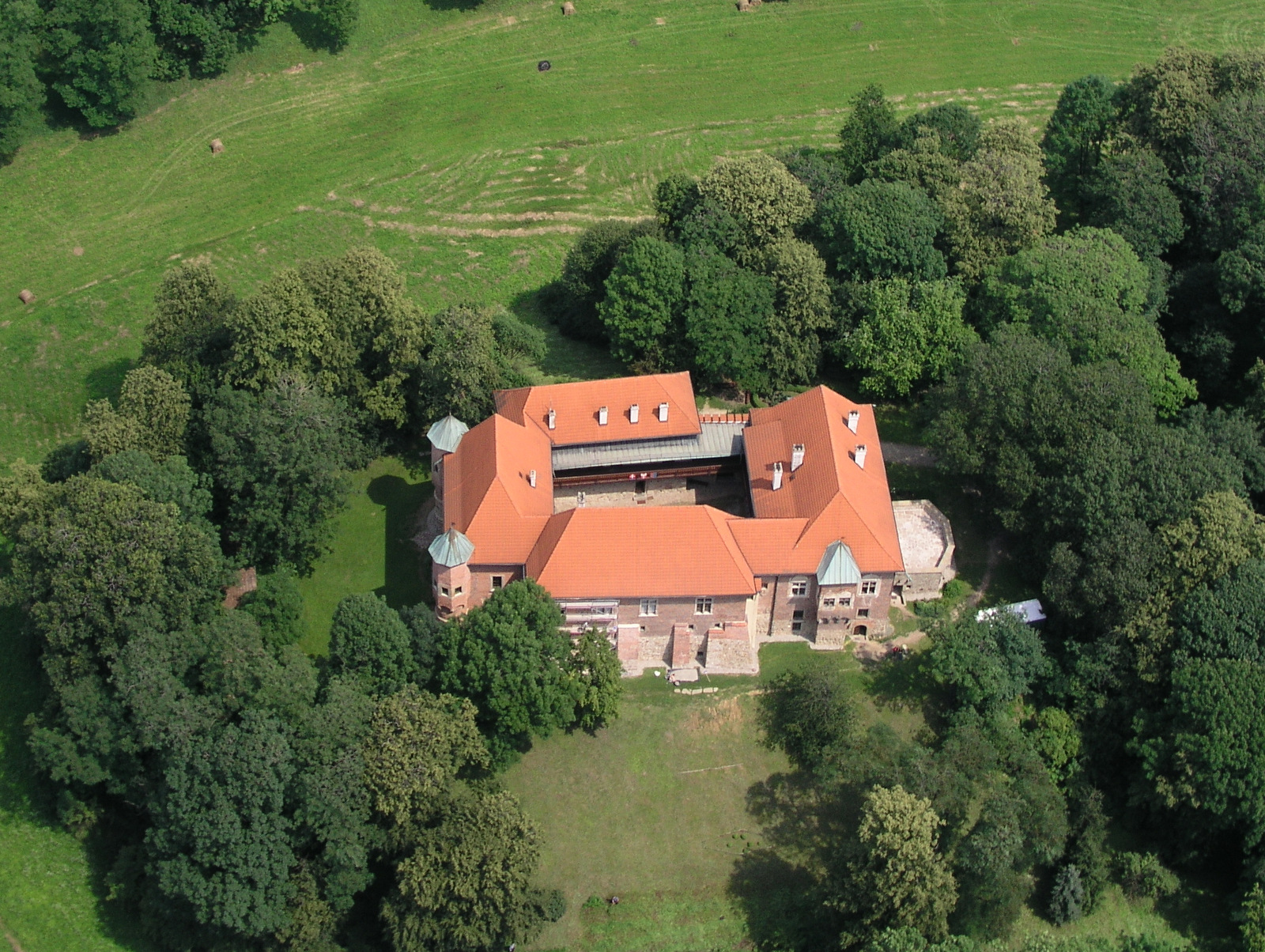
Zamek Dębno z lotu ptaka

Zamek w Dębnie – późnogotycka budowla wzniesiona w latach 1470–1480 we wsi Dębno dla kanclerza wielkiego koronnego Jakuba z Dębna.

## Historia
Zanim powstała murowana budowla, w miejscu tym stała drewniano-ziemna warownia założona na planie owalu o wymiarach 30 x 60 m, otoczona fosą i wałem ziemnym, prawdopodobnie należąca do komesa Świętosława z rodu Gryfitów, kasztelana wiślickiego, któremu Dębno nadał Bolesław Wstydliwy w 1274 r. Później wsią i warownią władali Pobogowie, natomiast około połowy XIV wieku Dębno przeszło w ręce wpływowego rodu Odrowążów. Jakub z Dębna herbu Odrowąż zainicjował i sfinansował budowę zamku takiego, jaki można oglądać współcześnie.
W 1586 roku zamek przeszedł renowację w stylu renesansowym. Jego właścicielem był wówczas Węgier Franciszek Wesselényi, sekretarz króla Stefana Batorego. Wesselényi, który otrzymał zamek w drodze darowizny, zlecił prace budowlane aktywnemu w Krakowie i okolicach murarzowi Janowi de Simoni. Kolejna przebudowa miała miejsce pod koniec XVIII wieku, kiedy właścicielami byli członkowie rodziny Tarłów. Świadczą o tym data 1772 na barokowym portalu i umieszczony obok herb Topór. W tym czasie dobudowany został fragment północnego skrzydła. Zamek był na przestrzeni wieków kilkakrotnie remontowany przez zmieniających się właścicieli (po Tarłach byli nimi kolejno Lanckorońscy, Rogawscy, Rudniccy, Spławscy i Jastrzębscy), jednak te prace renowacyjne nie zmieniły jego ogólnego wyglądu i pierwotnej charakterystycznej bryły budowli.
W 1945 roku zamek przejęły władze państwowe. W latach 1970–1978 przeszedł gruntowną renowację, a od 1978 roku mieści się w nim oddział Muzeum Ziemi Tarnowskiej w Tarnowie .

## Architektura
Dębińska rezydencja, której ściany zbudowano z cegły w wątku polskim, a fundament z głazów narzutowych, ma kształt nieregularnego czworoboku i składa się z czterech prostokątnych, dwukondygnacyjnych segmentów tworzących wewnętrzny, trapezoidalny, dziedziniec ze studnią . Wejście prowadzi przez wspomniany barokowy portal. Jedynym połączeniem budynków był drewniany ganek obiegający skrzydła zamku. Komnaty na piętrze, bogato wyposażone, należały do właścicieli, parter zajmowała służba. We wschodniej części widoczne są dwa wykusze z siedziskami, oświetlone oknami z ozdobnymi maswerkami. Ściany zewnętrzne pokryte są geometrycznymi wzorami i tarczami herbowymi z Pogonią, Odrowążem i Orłem. Wieżyczki znajdujące się w skrzydle zachodnim wykończone machikułami, chociaż wyglądem przypominają solidne wieże zamkowe, są – z racji swoich niewielkich rozmiarów – bardziej elementem dekoracyjnym niż obronnym. Z renesansowych dekoracji pozostały opaski okienne w technice sgraffitowej i kilka portali. Od wschodniej strony przystawiona była kaplica, którą zburzono w 1777 r.